# Steyr (entreprise)
Pour les articles homonymes, voir Steyr, Daimler et Puch (homonymie).
Steyr était un important groupe industriel autrichien multi-activités dans le domaine mécanique et tous engins. La Steyr Daimler Puch produit depuis 1865 des armes et des véhicules réputés mondialement pour leur qualité. Au début des années 1900, la société a été scindée par activités spécifiques et ont été créées les sociétés :
- Steyr, spécialisée dans les tracteurs agricoles ;
- Steyr Mannlicher, spécialisée dans les armes de chasse et de guerre ;
- Puch, spécialisée dans la construction automobile, entre autres.

## Histoire
Depuis le XIVe siècle, la ville autrichienne de Steyr (en Haute-Autriche) est connue comme un centre métallurgique et était réputée pour ses armuriers. Au milieu du XVIIe siècle, des milliers de mousquets, de pistolets et de carabines étaient produits annuellement pour les besoins de l'Armée impériale des Habsbourg.

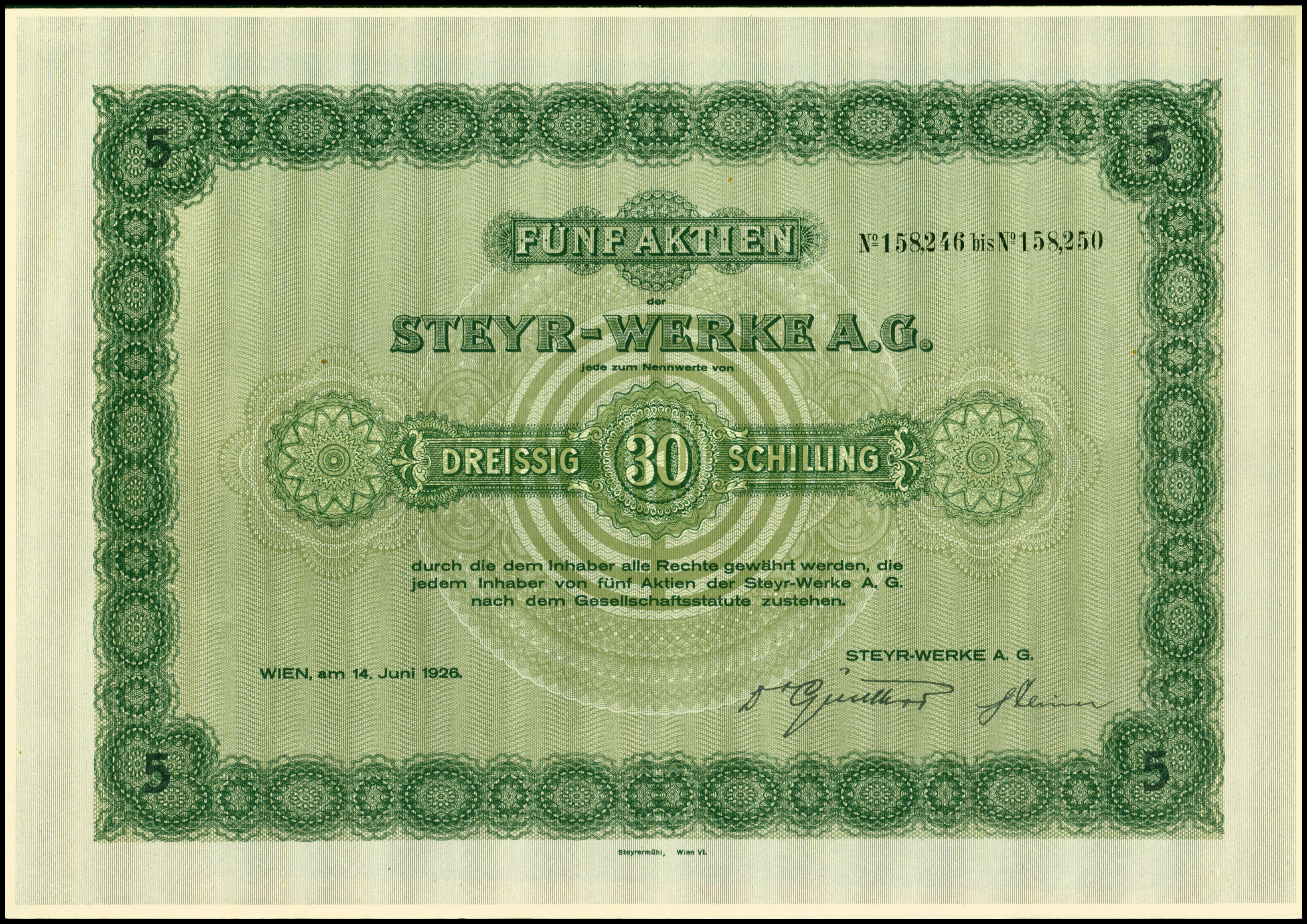
Action de la Steyr-Werke AG en date du 14 juin 1926

En 1830, Leopold Werndl crée le noyau de la future société à Oberletten, près de la future usine de fusil Steyr.
En avril 1864, Josef Werndl fondait la « Josef und Franz Werndl & Comp. Waffenfabrik und Sägemühle in Oberletten » (Manufacture d'Armes et Scierie Josef et Franz Werndl & Compagnie d'Oberletten), d'où va émerger plus tard l' « Österreichische Waffenfabriksgesellschaft » (OEWG : Société austro-hongroise de production d'armes), puis la « Steyr-Werke AG » et finalement « Steyr-Daimler-Puch AG », dont Steyr Mannlicher est la filiale spécialisée dans l'armement léger.
OEWG commercialisa d'abord un fusil à tabatière conçu par  Werndl, avec l'aide de son ingénieur Holub. La production du Fusil Werndl débuta en 1867  pour le compte de l'Armée austro-hongroise qui en reçut plusieurs centaines de milliers. Durant cette première expansion, plus de 6 000 ouvriers étaient employés à Steyr, et la production excédait 8 000 fusils par semaine.
En 1886, un nouveau modèle de fusil à verrou, le Repetier Gewehr 1886, est adopté par l'armée impériale, connaissant bientôt, grâce à ses dérivés, un immense succès. Il avait été conçu par le chevalier Ferdinand von Mannlicher, qui devint alors l'ingénieur en chef de l'OEWG. En 1889, le nombre des ouvriers dépassa 10 000.
Josef Werndl mourut subitement le  29 avril 1889, mais cet événement ne perturba point la diffusion grandissante des armes Steyr. Les fusils Mannlicher furent produits par millions non seulement pour le compte de l'Empire austro-hongrois  mais aussi pour celui de nombreuses autres armées en Europe et outre-mer aussi bien que pour le marché civil.
Peu avant le tournant du siècle, Mannlicher créa, avec l'aide du nouveau directeur de l'OEWG Otto Schönauer, un nouveau fusil à verrou, appelé à devenir l'une des carabines de chasse les plus réussies. Alliant précision, longévité, robustesse, maniabilité et fiabilité, plus une ligne harmonieuse, la Mannlicher Schönauer Stutzen 1903 (carabine à fût long) se vendit très bien mondialement jusqu'en 1970. les pistolets Mannlicher 1905 et Steyr  M.1912 marquèrent l'histoire technique des pistolets semi-automatiques.
En 1912 et 1914, devant l'augmentation des ventes une nouvelle usine plus grande et plus moderne fut érigée à Steyr (l'ancienne usine se transformant en musée). Ainsi, au début de la 1re guerre mondiale, la production journalière d'armes atteignait 4 000 et le nombre de travailleurs s'élevait à plus de 15 000. S'étaient ajoutées en plus la fabrication de bicyclettes et de moteurs d'avion. 
En vertu du Traité de Saint-Germain-en-Laye (1919), la firme remplaça momentanément la production d'armes par celles d'automobiles et de camions, évitant ainsi la banqueroute. Dans les années 1930, la fabrication armurière redémarra en coopération avec la société suisse Waffenfabrik Solothurn AG, puis pour le compte du IIIe Reich après 1938. Cependant en 1945, la fabrication d'armes fut à nouveau stoppée. Ce n'est qu'en 1950 que des usines Steyr sortirent à nouveau des armes de sports et de chasse marquées par le succès des Steyr L/M/S. En 1958, elle fut autorisée à produire le STG 58 (le FN FAL modifié pour la Bundesheer) puis des PM (Steyr MP69/81) des fusils de précision Steyr SSG69 ou d'assaut (Steyr AUG) innovants et largement exportés. En 2004, présentation du tout nouveau fusil de contre sniping fabriqué par STEYR, le HS.50 (Heavy Sniper, en calibre 50 BMG) puis la version civile, le HS460 en .460 STEYR.

## Steyr-Puch  -  La division automobile

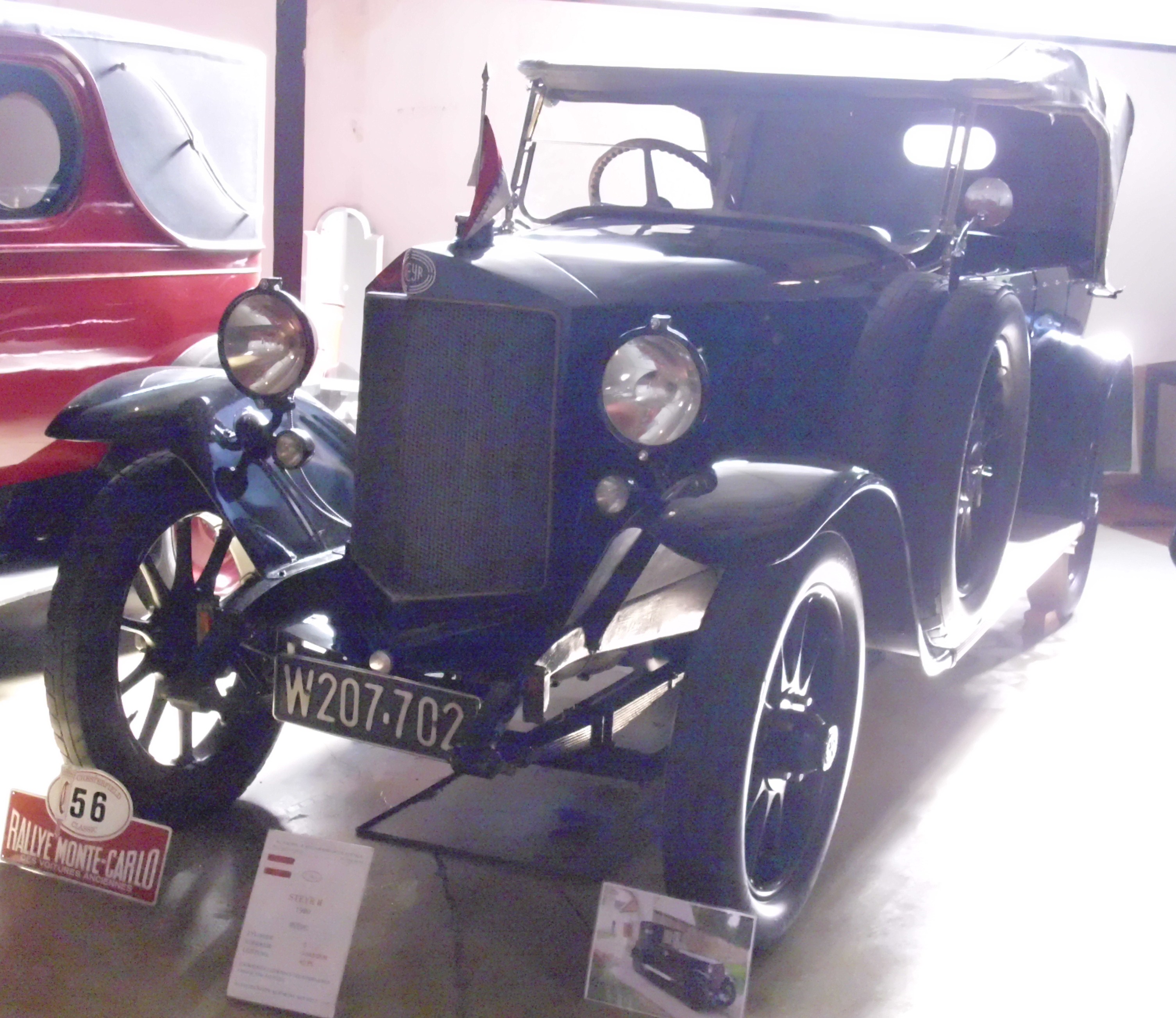
Steyr II,

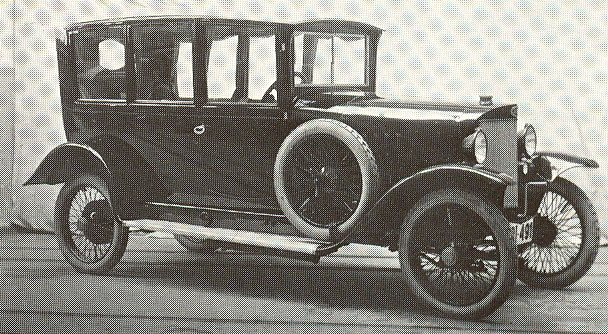
Steyr IV,

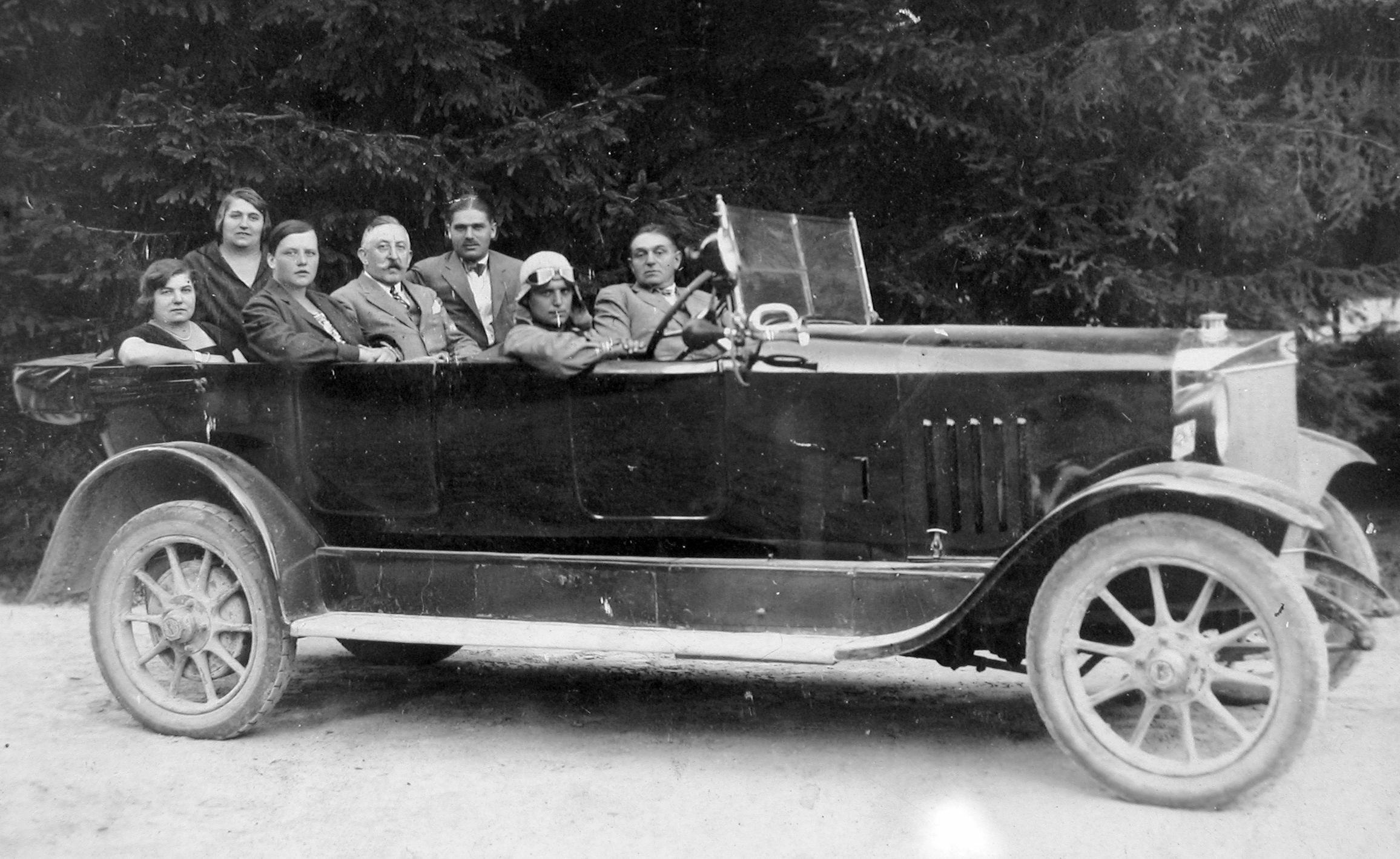
Steyr VII,

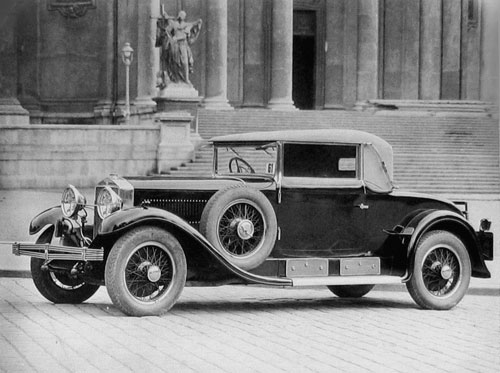
Steyr XVI 1929.

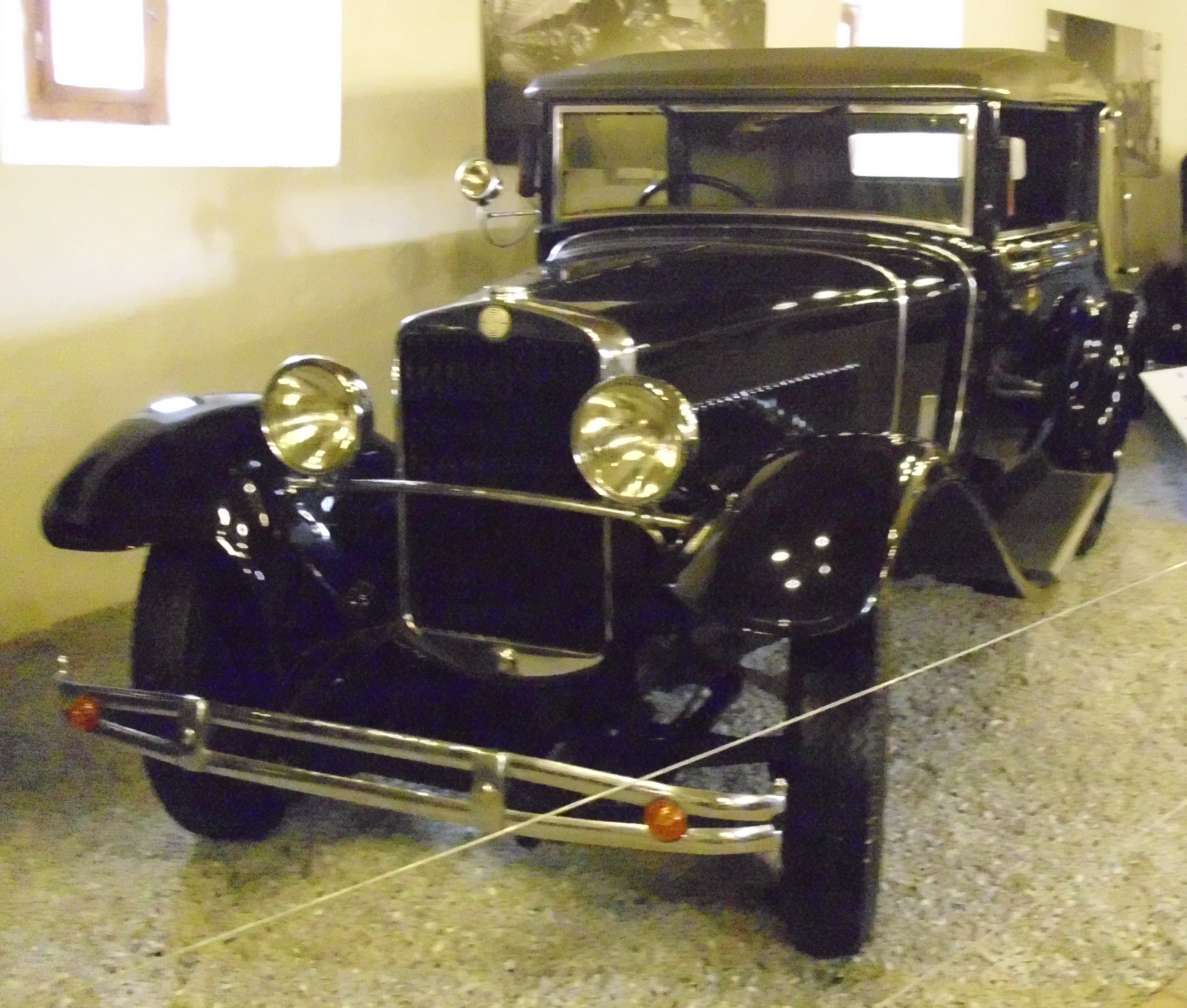
Steyr XX 1929.

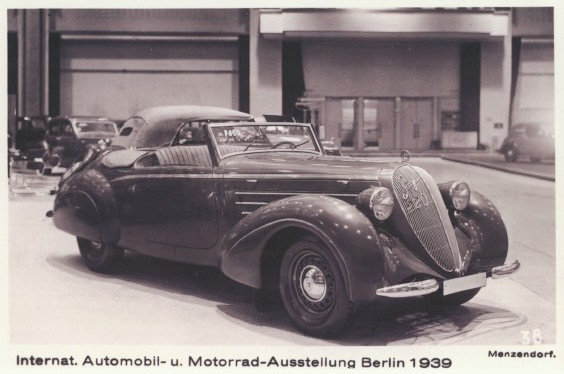
Steyr 220 1939.

L'histoire du groupe Steyr comme fabricant de véhicules remonte aux années 1900 : c'est vers cette époque que le constructeur Puch a monté une usine à Graz, où la production de moteurs commence en 1901 et les voitures suivent en 1904. À peu près à la même période, la société Austro-Daimler est fondée à Wiener Neustadt comme succursale autrichienne du constructeur Daimler-Motoren-Gesellschaft. 
L'OEWG elle-même fait ses premiers pas en produisant des automobiles à partir de 1916, sous la direction du concepteur en chef Hans Ledwinka. En 1920, le modèle en catégorie luxe « Steyr II », aussi appelé Waffenauto, a été introduit. Néanmoins, en raison de dissensions internes, Ledwinka revient chez son ancien employeur Tatra l'année suivante. En 1926, l'OEWG a été renommée Steyr-Werke. Depuis le début de l'année 1929, l'ingénieur Ferdinand Porsche fut directeur technique ;  il a cependant quitté l'entreprise en avril 1930 déjà. Les automobiles Steyr étaient réputées dans l'entre-deux-guerres pour leur qualité supérieure.
En 1928, Puch fusionna avec Austro-Daimler pour former la société Austro-Daimler Puch qui elle-même s'associait avec Steyr en 1934 pour constituer Steyr Daimler Puch, processus auquel l'établissement financier Credit-Anstalt a largement contribué. Au cours de cette période, le groupe a réussi à obtenir les succès de vente significatifs avec les modèles profilés Steyr 100 (4 cylindres) et Steyr 120 (6 cylindres). Dans la période de l'Autriche sous le nazisme, après l’Anschluss de 1938, Steyr a été incorporée au conglomérat industriel des Reichswerke Hermann Göring. La production automobile a été arrêtée après le déclenchement de la Seconde Guerre mondiale.

## Production Steyr Automobile
| Année           | 1920 | 1921 | 1922 | 1923 | 1924 | 1925 | 1926 | 1927 | 1928 | 1929 | total |
| --------------- | ---- | ---- | ---- | ---- | ---- | ---- | ---- | ---- | ---- | ---- | ----- |
| Steyr II        | *    | *    | *    | *    | 348  | 0    | 0    | 0    | 0    | 0    | 2150  |
| Steyr IV        |      |      |      |      | 154  | 1    |      |      |      |      | 959   |
| Steyr V         | 0    | 0    | 0    | 0    | 917  | 933  | 0    | 0    | 0    | 0    | 1850  |
| Steyr VI        |      |      |      |      | 21   | 16   | 14   | 0    | 0    | 0    | 136   |
| Steyr VII 12/50 | 0    | 0    | 0    | 0    | 0    | 1309 | 499  | 246  | 94   | 2    | 2150  |
| Steyr XII 6/30  | 0    | 0    | 0    | 0    | 0    | 0    | 1678 | 3568 | 4018 | 1860 | 11124 |
| Steyr XV        | 0    | 0    | 0    | 0    | 0    | 0    | 0    | 0    |      |      |       |
| Steyr XVI 15/70 | 0    | 0    | 0    | 0    | 0    | 0    | 0    | 0    | 172  | 228  | 400   |
| Steyr XVII      | 0    | 0    | 0    | 0    | 0    | 0    | 0    | 0    |      |      |       |
| Steyr XX        | 0    | 0    | 0    | 0    | 0    | 0    | 0    | 0    | 7    | 2893 | 2900  |
| total           |      |      |      |      | 1440 | 2259 | 2191 | 3814 | 4300 | 4986 |       |
| Exportation     |      |      |      |      |      |      |      |      |      | 50%  |       |

| Année              | 1930 | 1931 | 1932 | 1933 | 1934 | 1935 | 1936 | 1937 | 1938 | 1939 | 1940 | 1941 | total |
| ------------------ | ---- | ---- | ---- | ---- | ---- | ---- | ---- | ---- | ---- | ---- | ---- | ---- | ----- |
| Steyr 30           | 4    | 2196 | 0    | 0    | 0    | 0    | 0    | 0    | 0    | 0    | 0    | 0    | 2200  |
| Steyr 45 Taxameter | 8    | 492  | 155  | 11   | 0    | 0    | 0    | 0    | 0    | 0    | 0    | 0    | 666   |
| Steyr-Opel         | 0    | 0    | 496  | 0    | 0    | 0    | 0    | 0    | 0    | 0    | 0    | 0    | 496   |
| Steyr 130=30E      | 0    | 0    | 343  | 0    | 0    | 0    | 0    | 0    | 0    | 0    | 0    | 0    | 343   |
| Steyr 230=30S      | 0    | 0    | 620  | 0    | 0    | 0    | 0    | 0    | 0    | 0    | 0    | 0    | 620   |
| Steyr 330=30SL     | 0    | 0    | 27   | 28   | 0    | 0    | 0    | 0    | 0    | 0    | 0    | 0    | 55    |
| Steyr 430          | 0    | 0    | 0    | 675  | 400  | 175  | 0    | 0    | 0    | 0    | 0    | 0    | 1250  |
| Steyr 100          | 0    | 0    | 0    | 0    | 1204 | 983  | 663  | 0    | 0    | 0    | 0    | 0    | 2850  |
| Steyr 120          | 0    | 0    | 0    | 0    | 2    | 831  | 367  | 0    | 0    | 0    | 0    | 0    | 1200  |
| Steyr 530          | 0    | 0    | 0    | 0    | 0    | 81   | 375  | 0    | 0    | 0    | 0    | 0    | 456   |
| Steyr 125=120S     | 0    | 0    | 0    | 0    | 0    | 0    | 125  | 75   | 0    | 0    | 0    | 0    | 200   |
| Steyr 200          | 0    | 0    | 0    | 0    | 0    | 0    | 15   | 1945 | 1554 | 1259 | 267  | 0    | 5040  |
| Steyr 50/55 ,      | 0    | 0    | 0    | 0    | 0    | 0    | 3410 | 1790 | 2793 | 3449 | 1558 | 0    | 13000 |
| Steyr 220          | 0    | 0    | 0    | 0    | 0    | 0    | 0    | 756  | 1815 | 1822 | 757  | 750  | 5900  |
| Steyr 630          | 0    | 0    | 0    | 0    | 0    | 0    | 0    | 163  | 234  | 103  | 0    | 0    | 500   |
| total              | 12   | 2688 | 1641 | 714  | 1606 | 2070 | 4955 | 4729 | 6396 | 6633 | 2582 | 750  |       |

## Production de camions Steyr

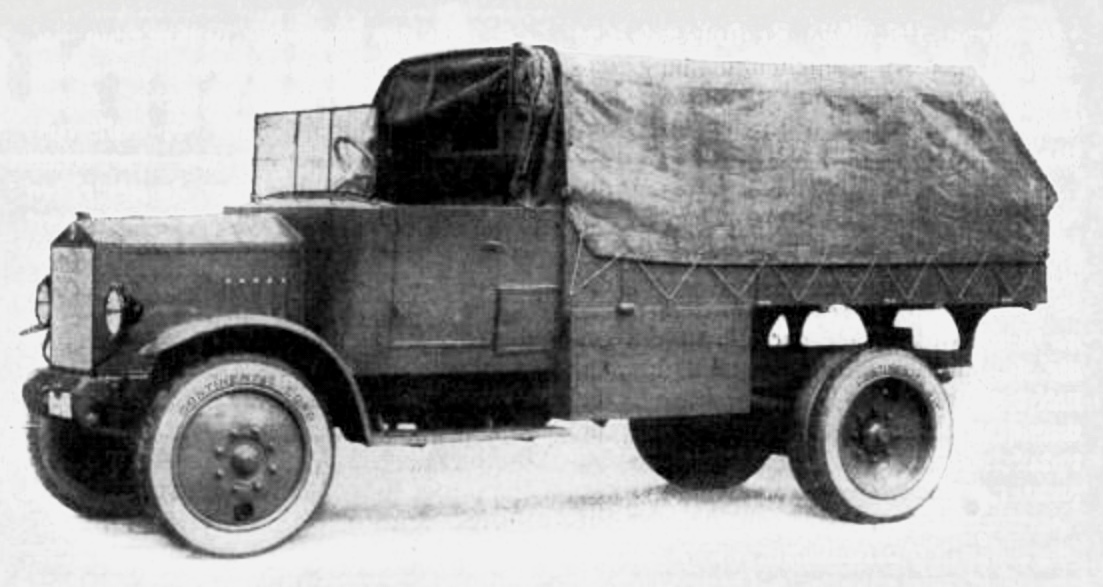
Steyr III,

| Année            | 1922 | 1923 | 1924 | 1925 | 1926 | 1927 | 1928 | 1929 | total |
| ---------------- | ---- | ---- | ---- | ---- | ---- | ---- | ---- | ---- | ----- |
| Steyr III        | 45   | 27   | 52   | 104  | 335  | 201  | 36   | 0    | 800   |
| Steyr VII N ,    | 0    | 0    | 0    | 0    | 0    | 606  | 828  | 726  | 2160  |
| Steyr XII N 6/80 |      |      |      |      |      |      |      |      |       |
| Steyr XV 12/45   | 0    | 0    | 0    | 0    | 0    | 0    | 240  | 0    | 240   |
| Steyr XVII 15/60 | 0    | 0    | 0    | 0    | 0    | 0    | 131  | 293  | 424   |
| total            | 45   | 27   | 52   | 104  | 335  | 807  | 1235 | 1019 |       |

| Année     | 1930 | 1931 | 1932 | 1933 | 1934 | 1935 | 1936 | 1937 | 1938 | 1939 | 1940 | 1941 | total |
| --------- | ---- | ---- | ---- | ---- | ---- | ---- | ---- | ---- | ---- | ---- | ---- | ---- | ----- |
| Steyr 40  | 0    | 300  | 132  | 0    | 0    | 0    | 0    | 0    | 0    | 0    | 0    | 0    | 432   |
| Steyr 240 | 0    | 0    | 0    | 10   | 0    | 0    | 0    | 0    | 0    | 0    | 0    | 0    | 10    |
| Steyr 110 | 0    | 0    | 0    | 0    | 35   | 37   | 78   | 0    | 0    | 0    | 0    | 0    | 150   |
| Steyr 540 | 0    | 0    | 0    | 0    | 0    | 0    | 60   | 0    | 0    | 0    | 0    | 0    | 60    |
| Steyr 740 | 0    | 0    | 0    | 0    | 0    | 0    | 0    | 100  | 242  | 8    | 0    | 0    | 350   |
| Steyr 210 | 0    | 0    | 0    | 0    | 0    | 0    | 0    | 40   | 20   | 0    | 0    | 0    | 60    |
| Steyr 150 | 0    | 0    | 0    | 0    | 0    | 0    | 0    | 0    | 185  | 20   | 0    | 0    | 205   |
| total     | 0    | 300  | 132  | 10   | 35   | 37   | 138  | 140  | 447  | 28   | 0    | 0    |       |

## Véhicules spéciaux et véhicules tout terrain

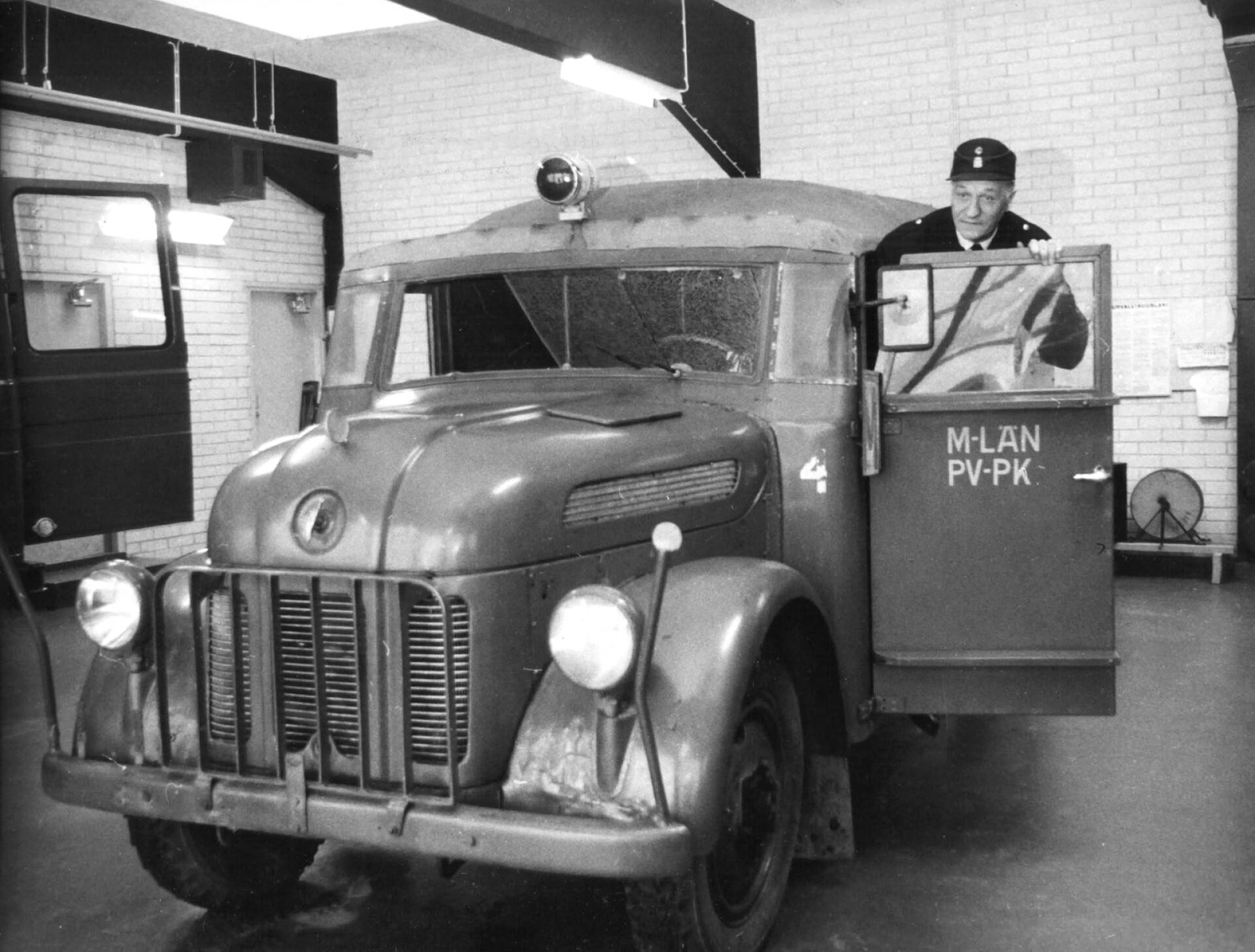
Voiture de pompiers Steyr 1500. Il s’agissait à l’origine d’un véhicule polyvalent, offert à Marshall Mannerheim comme cadeau d’anniversaire par A. Hitler.

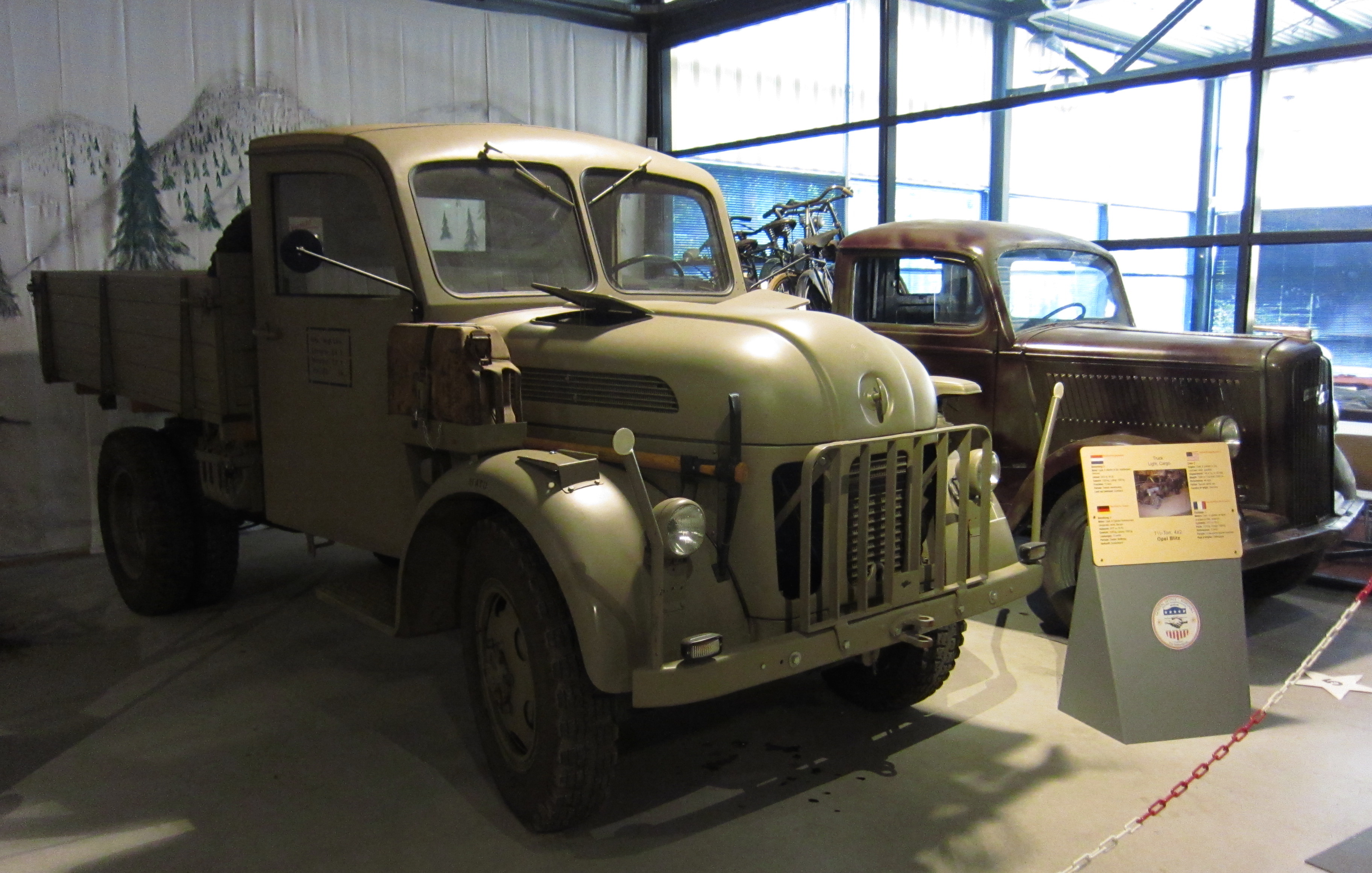
Steyr 1500,

| Année                          | 1932 | 1933 | 1934 | 1935 | 1936 | 1937 | 1938 | 1939 | 1940 | 1941 | 1942 | 1943 | 1944 | total |
| ------------------------------ | ---- | ---- | ---- | ---- | ---- | ---- | ---- | ---- | ---- | ---- | ---- | ---- | ---- | ----- |
| Steyr 140                      | 5    | 10   | 0    | 0    | 0    | 0    | 0    | 0    | 0    | 0    | 0    | 0    | 0    | 15    |
| Steyr 340                      | 0    | 5    | 0    | 0    | 0    | 0    | 0    | 0    | 0    | 0    | 0    | 0    | 0    | 5     |
| Steyr 440                      | 0    | 0    | 0    | 83   | 356  | 274  | 0    | 0    | 0    | 0    | 0    | 0    | 0    | 713   |
| Steyr 640                      | 0    | 0    | 0    | 0    | 0    | 14   | 216  | 729  | 1248 | 1573 | 0    | 0    | 0    | 3780  |
| Steyr 250                      | 0    | 0    | 0    | 0    | 0    | 0    | 77   | 975  | 148  | 0    | 0    | 0    | 0    | 1200  |
| Steyr 1500 A-Type              | 0    | 0    | 0    | 0    | 0    | 0    | 0    | 0    | 0    | 0    | 3812 | 7595 | 1043 | 12450 |
| Steyr 2000 A-Type              | 0    | 0    | 0    | 0    | 0    | 0    | 0    | 0    | 0    | 0    | 0    | 0    | 6400 | 6400  |
| total                          | 5    | 15   | 0    | 83   | 356  | 288  | 293  | 1704 | 1396 | 1573 | 3812 | 7595 | 7443 |       |
| Steyr Chemin de fer            | 0    | 0    | 0    | 0    | 0    | 0    | 0    | 0    | 0    | 0    | 0    | 0    | 24   | 24    |
| Steyr TRACTEUR à chenilles RSO | 0    | 0    | 0    | 0    | 0    | 0    | 0    | 0    | 0    | 0    | *    | *    | *    | 2600  |

### Palmarès sportif
Courses de côte:

Entre 1921 et 1930, Steyr ne remporte pas moins d'environ 75 courses de ce type, essentiellement en Europe centrale. Sont ainsi notables:

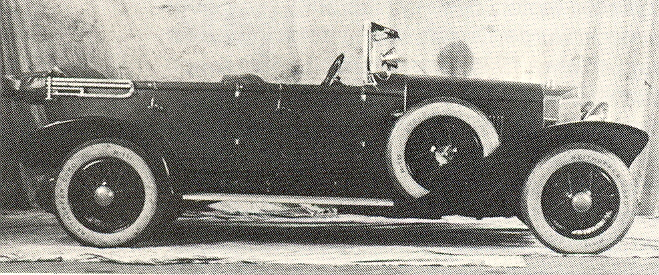
Une Steyr VI Sport d'Hermann Rützler.

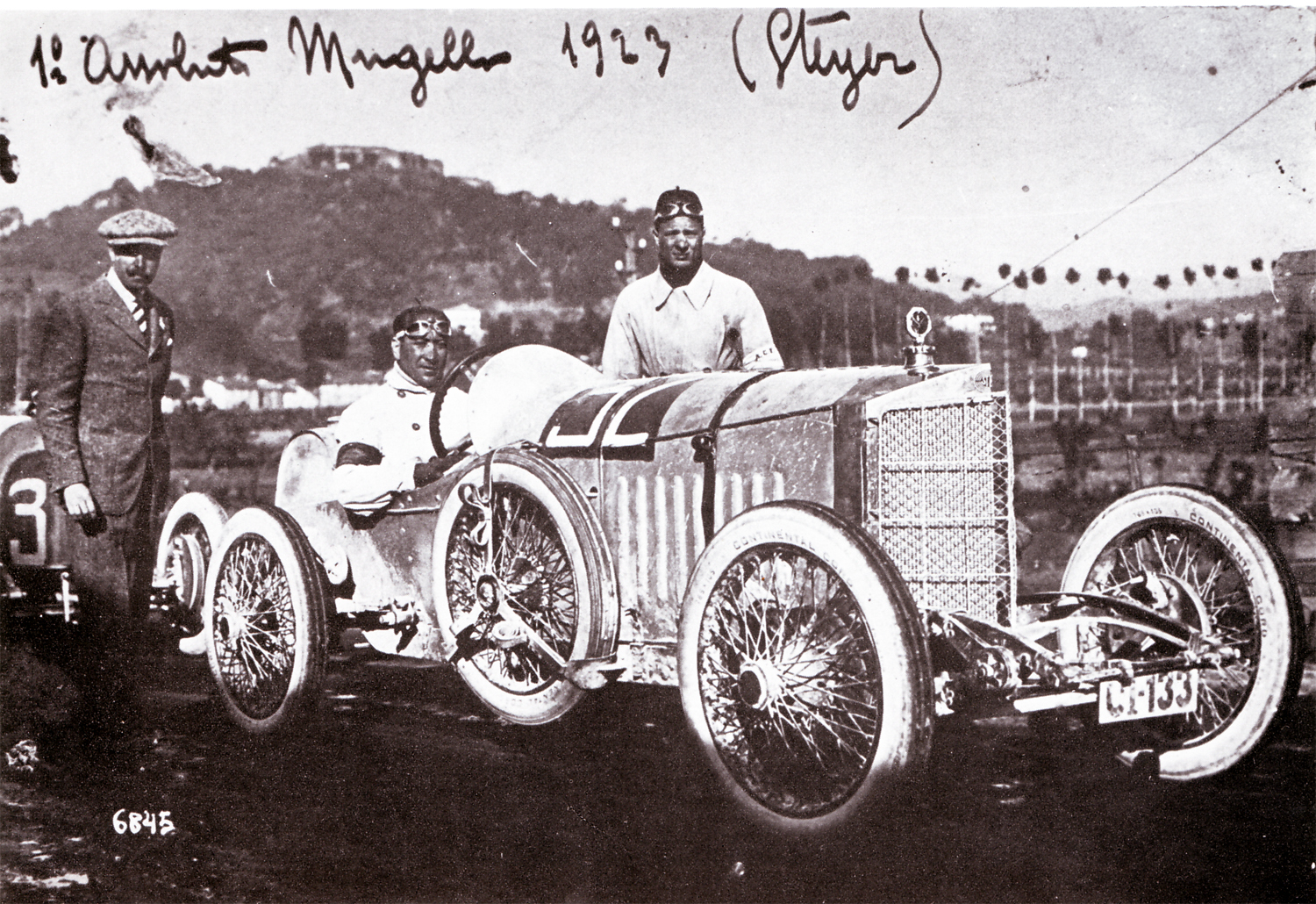
Gastone Brilli-Peri vainqueur du Circuito del Mugello en 1923, avec une Steyr Klausen Sport.

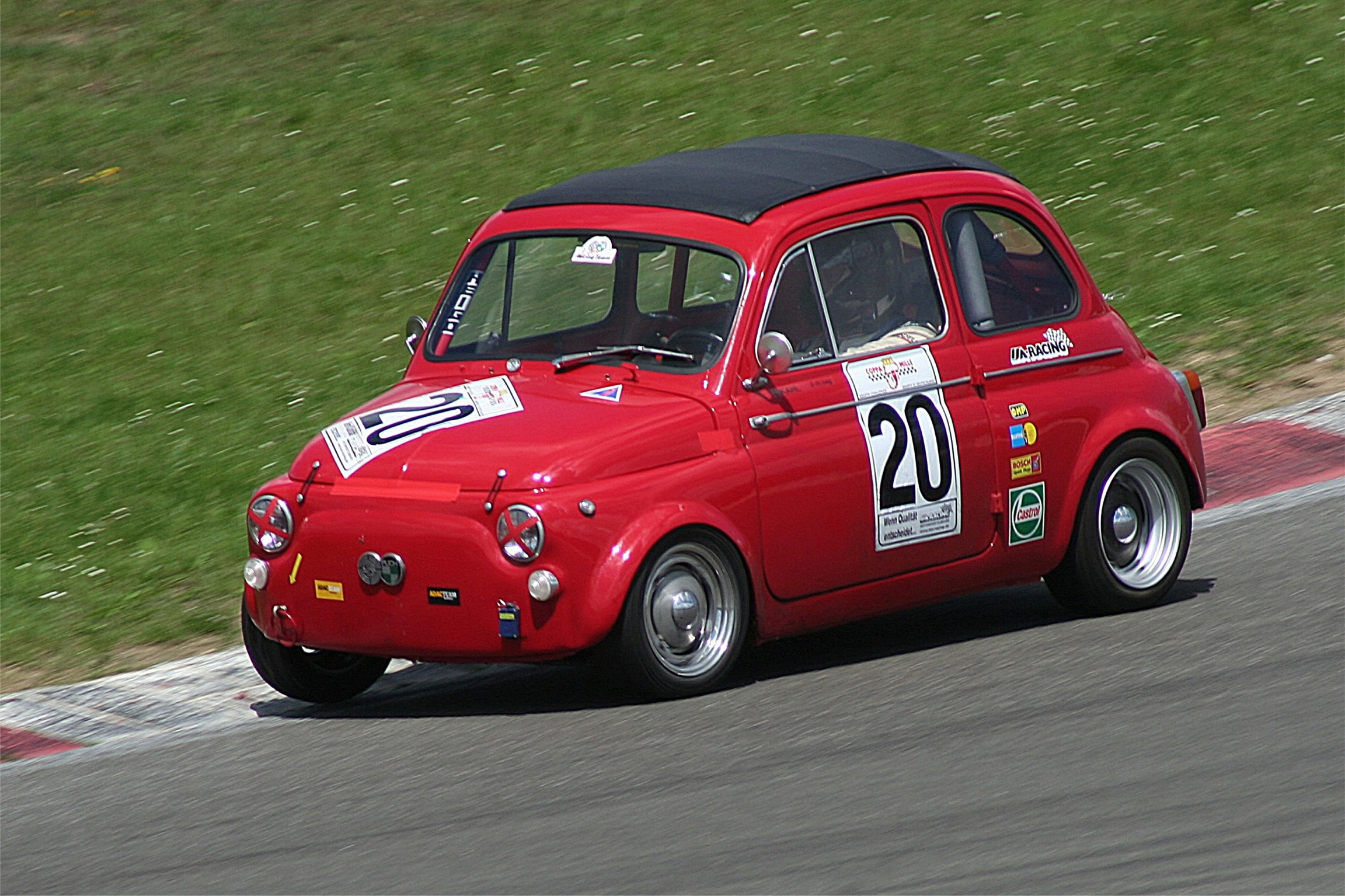
Steyr-Puch 650 TR 660 cm³, de 1964.

- Course de côte de Svab (Budapest)  1922 et 1923 (Hermann Rützler), puis 1925, 1926 et 1927 (Ulrich Ferdinand Kinski);
- Course de côte du Gabelbach (Ilmenau, Erfurt) 1922 et 1923 (Rützler);
- Course de côte Zbraslav - Jíloviště (Prague) 1923  (Rützler) et 1927 (Huldreich Heusser);
- Course de côte du Col du Klausen 1923 (Rützler);
- Course de côte du Semmering 1923 (Rützler);
- Course de côte de l'Ecce Homo 1923 (Rützler) et 1925 (Kinski);
- Course de côte d'Ettersberg (Weimar) 1924 (Werner Schott);
- Course de côte de Plzeň-Třemošna (Lochotin) 1924 (Kinski)
- Course de côte du Monte Pellegrino (Palermo) 1924 (Vincenzo Florio);
- Course de côte de Zirlerberg (Zirl) 1924 (Kinski);
- Course de côte de Riesberg (Graz) 1925 (Rützler);
- Course de côte de Tauern (Salzburg) 1927 (Walter Delmar);

Autres:
- Circuit du Mugello 1923 (Gastone Brilli-Peri);
- Eifelrennen 1928 (Otto Spandel);
- Rallye de Tchécoslovaquie 1964 (Sobieslaw Zasada);
- Rallye de Pologne 1964 (Zasada);
- Championnat d'Europe des rallyes 1966 (Zasada);
  - 7e du Grand Prix d'Allemagne 1927 (Carl von Guillaume).

Autres pilotes célèbres, ou notables:

Otto Hieronimus, Nando Minoia, Meyer, Hansal...

Modèles notables:

Steyr VI Kausen (années 1920)

Steyr-Puch 650TR (années 1960)

### Steyr - Fiat (1945-1975)

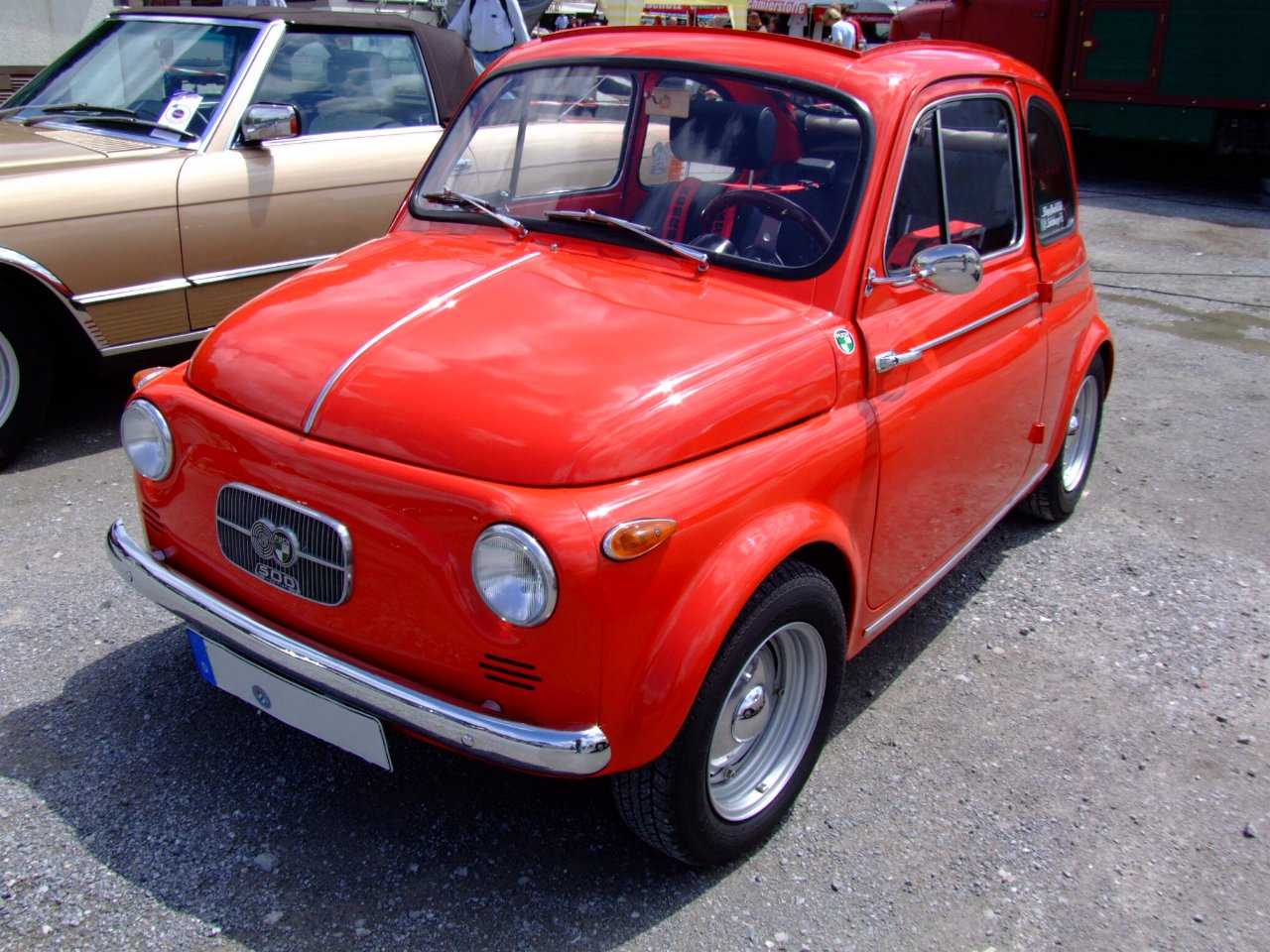
Steyr Puch 500

Au lendemain de la seconde guerre, le constructeur autrichien Steyr-Puch est à nouveau à la recherche d'un partenaire pour construire un véhicule fiable, qui soit adapté au pays et qui résiste au climat. Un accord de coopération est alors signé avec FIAT Auto pour l'assemblage, sous licence de la Fiat 1100 à partir de 1948. À partir de 1950, la Fiat 1100E remplacera la 1100B. Les modèles sont commercialisés sous la marque Steyr-Fiat.
La collaboration entre les deux constructeurs s'élargira rapidement avec une licence de production pour la Fiat 1400 en 1950, qui sera renommée Fiat Steyr 2000 puis, dès 1952, à la fameuse Fiat 500 Topolino dans sa version berline C et Belvedere C, ainsi qu'à la Fiat 1900. Le camion Fiat 615 sera également fabriqué sous licence et distribué sous le nom Steyr Fiat 260
En 1957, les dirigeants de Steyr sont séduits par la dernière création FIAT, la nouvelle Fiat 500. Un accord alors signé pour installer une nouvelle ligne de montage pour cette voiture qui sera assemblée en CKD mais reçoit une touche locale car Steyr équipe les 500 autrichiennes d'un moteur de sa conception.
Il faut rappeler que les droits de douane, à l'époque étaient très importants, voire prohibitifs, (plus de 350 % en France par exemple !), ce qui justifiait qu'une usine soit équipée pour un marché aussi réduit.
Récapitulatif des modèles automobiles FIAT fabriqués par STEYR entre 1948 et 1975 : 
- Fiat Steyr 1100 B
- Fiat Steyr 2000
- Fiat Steyr 1400 essence et diesel
- Fiat Steyr 500 Topolino C berline et Belvedere
- Fiat Steyr 1100 N / TV
- Fiat Steyr 1200 Granluce
- Fiat Steyr 600 & 600D
- Fiat Steyr 500D - 500 L avec un moteur spécifique
- Fiat Steyr 1100 R
- Fiat Steyr 126

Steyr se démarque ensuite du reste de la production automobile classique avec ses Haflinger et Pinzgauer, modèles tout terrain en version 4x4 et 6x6. Devenu plus tard Steyr-Daimler-Puch, l’entreprise fabrique le Puch G, commercialisé en France (et dans d’autres pays) sous le nom de Mercedes G. En 2009, ce dernier véhicule est d’ailleurs toujours fabriqué dans l’usine de Graz pour Mercedes.
Steyr collabore régulièrement avec les grands constructeurs automobiles sur l'assemblage de petites séries ou sur la conception de transmission à 4 roues motrices, notamment :
- Fiat Panda 4x4 (première version): transmission 4x4
- BMW X3 (2004-2010) : assemblage
- BMW Mini Countryman : assemblage
- Peugeot RCZ : assemblage
- Aston Martin Rapide : assemblage
- Chrysler Grand voyager : assemblage pour le marché européen,
- Jeep Grand Cherokee : assemblage pour le marché européen,
- Volkswagen Golf Country, Transporter syncro : sur-châssis transmission intégrale

## Steyr-Puch  -  La division poids lourds
Le constructeur italien FIAT donnera naissance, en 1907, à ÖAF, une division autrichienne, célèbre constructeur de poids lourds qui utilisa les brevets de Fiat V.I. jusqu'en 1925 quand OAF fut réquisitionné et "nationalisé sans indemnités" par Hitler avant de le "donner (faire racheter)" par MAN AG en 1936. En 1970, MAN AG, fusionna ÖAF et Gräf & Stift.
En 1922, Steyr AG, inaugure sa production de camions, avec un premier modèle nommé Typ III, avec un moteur à essence, de 6 cylindres, de 34 chevaux, d'une transmission classique et de 2,5 tonnes de charge utile.
Comme pour la branche automobile du groupe Steyr, l'histoire de Steyr-Daimler-Puch AG remonte à 1935, Steyr reprit la filiale autrichienne de Daimler-Benz, Austro-Daimler, et Puch Werke, un fabricant de bicyclettes, pour construire  des modèles de camions dans l'usine de Floridsdorf Vienne. Ensuite, durant la Seconde Guerre mondiale, la nouvelle société produisait des camions légers et mi-lourds ainsi que des véhicules militaires.
Après le conflit, une nouvelle gamme de camions apparut, principalement à capot, pour des charges utiles de 4 à 8 tonnes.
- Modèle 380,  avec 4 tonnes,
- Modèle 480,  avec 5 tonnes,
- Modèle 480Z, avec 6 tonnes,
- Modèle 586,  avec 7 tonnes,
- Modèle 780,  avec 8 tonnes,
- Modèle 790,

En 1959, Steyr produisit la série Haflinger 700AP, 4X4.
En 1968, Steyr, introduisit une nouvelle gamme de camions, en porteur, et en tracteur, et nommée « Plus », avec une cabine avancée, avec en option une couchette, deux choix de moteurs Steyr : un moteur diesel, de 6 cylindres, avec un turbocompresseur, de 280 chevaux, et un de 8 cylindres, de 320 chevaux, une transmission à 13 rapports Fuller, de freins à air, en configuration de: 4x2, 4x4, 6x4, 6x6 et des charges utiles de 5 à 32 tonnes.
En 1970, Steyr fabriqua un modèle de fourgon-pompe de Type 4000/200, avec un moteur diesel de 170 chevaux, une pompe de 18 000 litres par minute, d'un réservoir d'eau de 4 000 litres, quatre roues motrices, et basé sur le châssis Steyr Modèle 790.
En 1971, Steyr inaugure la série Pinzgauer, un modèle tout-terrain, avec un moteur de 2,5 litres, et en configuration de 4x4, 6x6.
En 1974, Steyr construit deux usines, une à Thessalonique, en Grèce, et l'autre à Bauchi, au Nigeria.
En 1991, l'activité de construction de camions Steyr, fut repris par MAN AG d'Allemagne.

Mais la marque Steyr existe encore puisque des compagnies issue de cette firme utilisent toujours ce nom.
Référence : L'Encyclopédie mondiale des camions, Manise, Une marque des éditions Minerva.

### Liste de camions
- Typ XII
- Typ XVII
- Typ 40
- Typ 6x4
- Haflinger
- Pinzgauer
- Noriker
- Typ 270
- Typ 260
- Typ 370
- Typ 380
- 380–480 Serie
- 580–586 Serie
- 680–880 Serie
- Typ 680M
- Steyr 90-Plus Serie
- 590–690 Serie
- Typ 91
- 591–691 Serie
- Typ 92
- Typ 12M18

## La gamme légère et moyenne Fiat-OM Steyr
Steyr a fabriqué sous licence à partir de 1954 les camions OM jusqu'en 1973, puis les Fiat-OM jusqu'en 1980 : 
- Fiat 615N ou Steyr 260 Essence et diesel - 1953-59
- OM Lupetto - 1958/71
- OM Leoncino - 1959/71
- OM Tigrotto - 1963/71
- OM Cerbiatto - 1964/71
- OM Tigrotto 4x4 - 1964/71
- OM Daino - 1965/71
- Fiat OM 40 - 1972/80
- FIAT-OM 50 NC - 1972/80
- FIAT-OM 80 NC - 1972/80

Les camions Iveco sont maintenant importés en Autriche.
Réf : site Steyr.com en autrichien

## Évolution actuelle (1990 -)
Le conglomérat Steyr Daimler Puch a été démantelé en 1990 :
- La division tracteurs agricoles Steyr, connue et reconnue en Autriche, a été vendue à Case IH Corporation en 1996. Après le rachat de CASE IH Corp. par FIAT Group en 1999, les productions spécifiques de la marque Steyr resteront mais seront intégrées au sein du réseau du nouveau groupe CNH (Case New Holland) dont le géant italien Fiat détient plus de 91 % du capital.

- La division Puch moto a été cédée à l'italien Piaggio,

- La division production d'armes est restée Steyr Mannlicher,

- La division automobile a fusionné avec Magna International et est devenue Magna Steyr. En 1998, le secteur véhicules militaires Steyr-Daimler-Puch Spezialfahrzeug GmbH (SSF) a été revendu en 2003 à la société américaine General Dynamics.

- La division moteur diesel a été créée à la suite de la scission avec STEYR Motorentechnik GmbH, en 2001, et est devenue une société indépendante, renommée Steyr Motors GmbH.

SDP a été le premier concepteur et fabricant de véhicules utilitaires tout terrain spéciaux, le Haflinger, produit de 1959 à 1974, le Pinzgauer, produit de 1971 à 2000 et du Puch G produit à partir de 1979, qui est également connu sous le nom de Mercedes Classe G. 
Dans le domaine des moteurs, Steyr collabore et fournit au constructeur russe GAZ des moteurs pour ses camions, voitures, et matériel militaire.
En 2010, l'entreprise a dû faire face à l’affaire des Pandurs.